# ماده ۶۹ قانون دفاتر اسناد رسمی (ایران)
آنچه قانونگذار در ماده ۶۹ قانون دفاتر اسناد رسمی مصوب ۱۳۵۴ مقرر نموده، این است که سردفتری که در آستانه بازنشستگی قرار گرفته‌است و نیز وراث سردفتر متوفی می‌توانند در ظرف مهلت‌های معین نسبت به معرفی جانشین اقدام نمایند. در ایران حق تقدم سردفتر بازنشسته یا وراث وی در معرفی جانشین واجد شرایط را در زمره حقوق معنوی تلقی می‌شود.
بنظر می‌رسد ماده ۶۹ قانون دفاتر اسناد رسمی با امنیت شغلی صنف دفترخانه اسناد رسمی ارتباط دارد.
دفتر اسناد رسمی در ایران در زمره شغل‌های حاکمیتی و همچنین جزو شغل‌های خدماتی محسوب می‌شود.
ماده ۶۹ جنجال‌برنگیز بوده‌است. برخی از منتقدین ماده ۶۹ متقاضیان تصدی این دفاتر اسناد رسمی هستند.
این قانون از لحاظ شایسته سالاری مورد بحث واقع شده و برخی از منتقدان این قانون معتقدند باعث شده جذب افراد شایسته در شغل سردفتری محدود شود.
برخی از نقدها، این ماده از قانون دفاتر اسناد رسمی ایران را در تضاد با عدالت اجتماعی دانسته و آنرا باعث رانت و فساد و تبعیض می‌دانند.

## از نظر حقوق معنوی
ناصر کاتوزیان حقوقدان، به حق معنوی سردفتر یعنی حق وی بر مشتریان دفترخانه اشاره نموده‌است.
حق تقدم سردفتر بازنشسته یا وراث وی در صورت فوت در معرفی جانشین واجد شرایط حقی است که قانونگذار در ماده ۶۹ قانون دفاتر اسناد رسمی (ایران) مصوب ۱۳۵۴ به آن اشاره نموده‌است. در قوانین ایران برخی از حقوق معنوی مورد حمایت قانونگذار قرار گرفته‌است. حق معنوی مانند حق مادی دارای ارزش اقتصادی و قابل تقویم به پول می‌باشد. حقوق معنوی دارای مبانی فقهی و حقوقی بوده و مانند سایر حقوق مالی قابل نقل و انتقال می‌باشد.
کاتوزیان در کتاب اموال و مالکیت خود در صفحه ۲۴ ذیل شماره ۱۶ با عنوان حق بر محصول فکر و حق بر مشتری می‌نویسد: "حقوق معنوی را به اعتبار موضوع آن به دو گروه تقسیم کرده‌اند:۱-حقوقی که موضوع آن پدیده‌های فکری و ابتکاری است؛ ۲-حقوق بر مشتری، خواه مشتریان تجارتی باشند (مانند سرقفلی) یا خدماتی (مانند حق سردفتران)."
کاتوزیان در حق معنوی سردفتر یعنی حق وی بر مشتریان دفترخانه تردیدی ندارد و آن را کاملاً به رسمیت شناخته‌است.